# Norden (tidning)
Norden var en svenskspråkig dagstidning som gavs ut mellan åren 1896 och 2014 i New York i USA. Tidningen Norden riktade sig till finlandssvenska invandrare (amerikafinlandssvenskar), och var den enda kvarvarande amerika-finlandssvenska tidningen som utkom i USA. Tidningen prioriterade nyheter från svenskbygderna i Finland samt nyheter om vad som hände inom den amerika-finlandssvenska kulturgemenskapen. Den utkom med ett nummer per vecka (med undantag för 5 nr/år), och hade under de sista åren en upplaga på cirka 1 000 exemplar. 

## Historik
Tidningen grundades hösten 1896 under namnet Finska amerikanaren i Worcester i Massachusetts. Till en början var tidningen tvåspråkig, all redaktionell text avfattades på både svenska och finska. Från och med början av 1897 blev tidningen helt svenskspråkig. Efter några år flyttade redaktionen till New York där tidningen fortsatte att utkomma under samma namn fram till år 1935, då den omdöptes till Norden. Tidningen utkom under det namnet fram till den 20 oktober 2014, då den inledde nära samarbete med den finlandssvenska månadstidskriften i Finland, Est Elle. Det nya namnet på tidskriften blev Est Elle & Norden USA vars första nummer utkom den 6 november 2014. Redaktionen på Norden News Inc. producerade eget innehåll på några sidor i varje tidning.  
Upplagan på dagstidningen Norden uppgick 1920 till cirka 6 000 exemplar och femtio år senare (början av 1970-talet) till cirka 1 800 exemplar.
Tidningen Norden hade under de sista årtiondena endast en deltidsarbetande redaktör, Erik R Hermans. Under hela sin existens utkom tidningen endast som papperstidning, och under årens lopp hade tidningen knutit nära samarbetsformer med den svenskamerikanska tidningen Nordstjernan. Sedan tidningen Nordstjernan övergick till att utges huvudsakligen på engelska, så var den amerikafinlandssvenska tidningen Norden den enda nästan helt svenskspråkiga dagstidningen på den amerikanska kontinenten.

## Chefredaktörer
- 1897–1924 - E J Antell
- 1926–1950 - Otto A Gullmes
- 1963–2014 - Erik Rune Hermans

Även professor Anders Myhrman var chefredaktör på tidningen.